# 黄峭墓
黄峭墓，位于中国福建省邵武市和平镇坎头村，是后唐工部侍郎黄峭（871—953）的墓葬。墓体呈圆形，居中做圆形隆起，外围石壁，底面平铺放射状块石；内径2.9米，外径4.2米，面积13.66平方米。墓体之后，居中立清乾隆四十四年（1783年）重修墓碑。黄峭墓之右后方，是黄峭父亲锡公的墓茔。墓之左后方，立有道光十七年（1837年）的“黄族禁碑”1通。2009年11月16日公布为第七批福建省文物保护单位。